# دلوس
جزیره دِلوس، در مجمع الجزایر حلقوی شکل کیکلادها نزدیک جزیره میکونوس، در دریای اژه یکی از مهمترین پایگاه‌های اسطوره ای، تاریخی و باستان‌شناسی یونان است. کاوشهای باستانی این جزیره که به دست کالج فرانسوی آتن انجام شده‌است، گسترده‌ترین کار حفاری در مدیترانه بوده‌است. آثار بدست آمده در موزه باستانی دلوس و موزه ملی آتن نگهداری می‌شوند. این جزیره را از هزاره خست پیش از میلاد، زادگاه خدایان یونانی، آپولو و آرتمیس می‌دانستند.
این جزیره جایگاهمعبد دلفی بود که پیشگوهایش، موسوم به پیتیا، شهرت جهانی داشتند. در ۵۴۶ قبل از میلاد، کرزوس، پادشاه لیدیه، پیش از نبرد با کوروش بزرگ از پیشگوی معبد دلفی خواست که نتیجه جنگ را به او بازگوید. پیتیا پاسخ داد که «اگر جنگ کنی، دولت بزرگی برانداخته خواهد شد.» کروزوس به نبرد با ایرانیان پرداخت و شکست خورد. بنابر هرودوت، او پس از شکست پی برد که منظور پیشگوی دلفی از دولت بزرگ خود کرزوس بوده‌است. پیش‌تر از آن، در سده‌ی هفتم قبل از میلاد، دو پسرِ لوکیوس تارکوئینیوس متکبر، آخرین پادشاه روم، به‌نام‌های تیتوس و آرونس به‌همراه پسرعمه‌شان، بروتوس، به این جزیره آمده از پیتیا پرسیدند که پادشاهی بر روم نصیب کدام‌یک از آنان می‌شود. پیتیا پاسخ داد که «هر یک از شما که زودتر مادرش را ببوسد شاه روم می‌شود.» پس تیتوس و آرونس قرعه زدند که کدام‌یک از آنان در بازگشت به ایتالیا زودتر مادرش را ببوسد. اما بروتوس با خود اندیشید که مراد آن پیشگو از مادر همانا زمین بوده است، چه رومیان زمین را مادر بشر می‌دانستند. پس در بازگشت به روم، وقتی بر ایتالیا پا گذاشتند، بروتوس تظاهر به لغزیدن کرده خود را بر زمین انداخته آن را بوسید. او در ۵۰۹ قبل از میلاد خاندان شاه را اخراج و جمهوری روم را تأسیس کرد.
همچنین دلوس و معبد آن، پایگاه اتحادیه دلوس، به رهبری آتن بر ضد اسپارت و شاهنشاهی ایران و جایگاه گنجینه‌های آن بود. هرچند در زمان پریکلس، آتنی‌ها به بهانه خطر از دست رفتن گنجینه، آن را به آتن بردند.
در جریان یورش سپاهیان داریوش بزرگ به یونان به رهبری داتیس مادی، با نزدیکی ناوگان ایران به جزیره، ساکنان و خادمان معبد را وحشت فراگرفت ولی داتیس دستور داد تا جارچیان پیام شاهنشاه را بخوانند که بنابر آن، داریوش اعلام کرد، احترام معبد و خدایان آن را نگه داشته و با ساکنان آن به نیکی رفتار خواهد کرد.
به نوشته توکودیدس، ساکنان اصلی آن کاریایی بوده و این جزیره زیر کنترل پادشاه جزیره کرت بود؛ که بعداً به تصرف نژاد ایونی درآمد.
بنا به اساطیر یونان باستان، این جزیره با یک ضربه نیزه سه شاخ پوزئیدون از دریا سر برآورد. جزیره دلوس، جایی است که لتو را بر خاک خود پذیرفت و او در آنجا آپولون و آرتمیس را زاد.
زئوس برای قدر دانی از دلوس، که به نوزادان ایزدی پناه داده بود، آن را در مرکز جزایر کیلکادس جای داد. از آن پس دلوس جایگاه آیین آپولون شد. به علاوه، در این جزیره بازی‌هایی به نام دلیا برگزار می‌شد که گفته‌اند پایه‌گذار آن تزه بوده‌است.

## نگارخانه

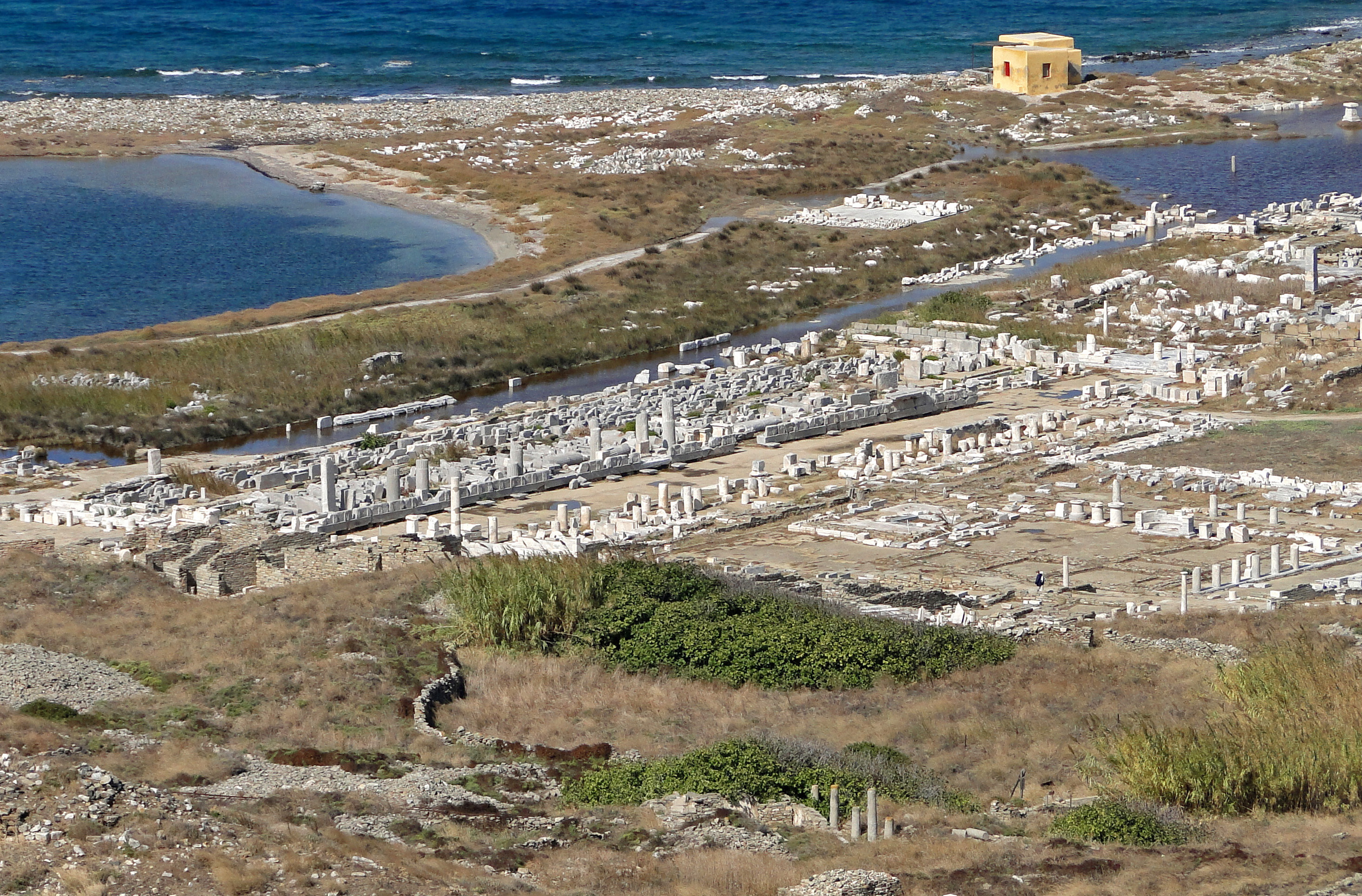
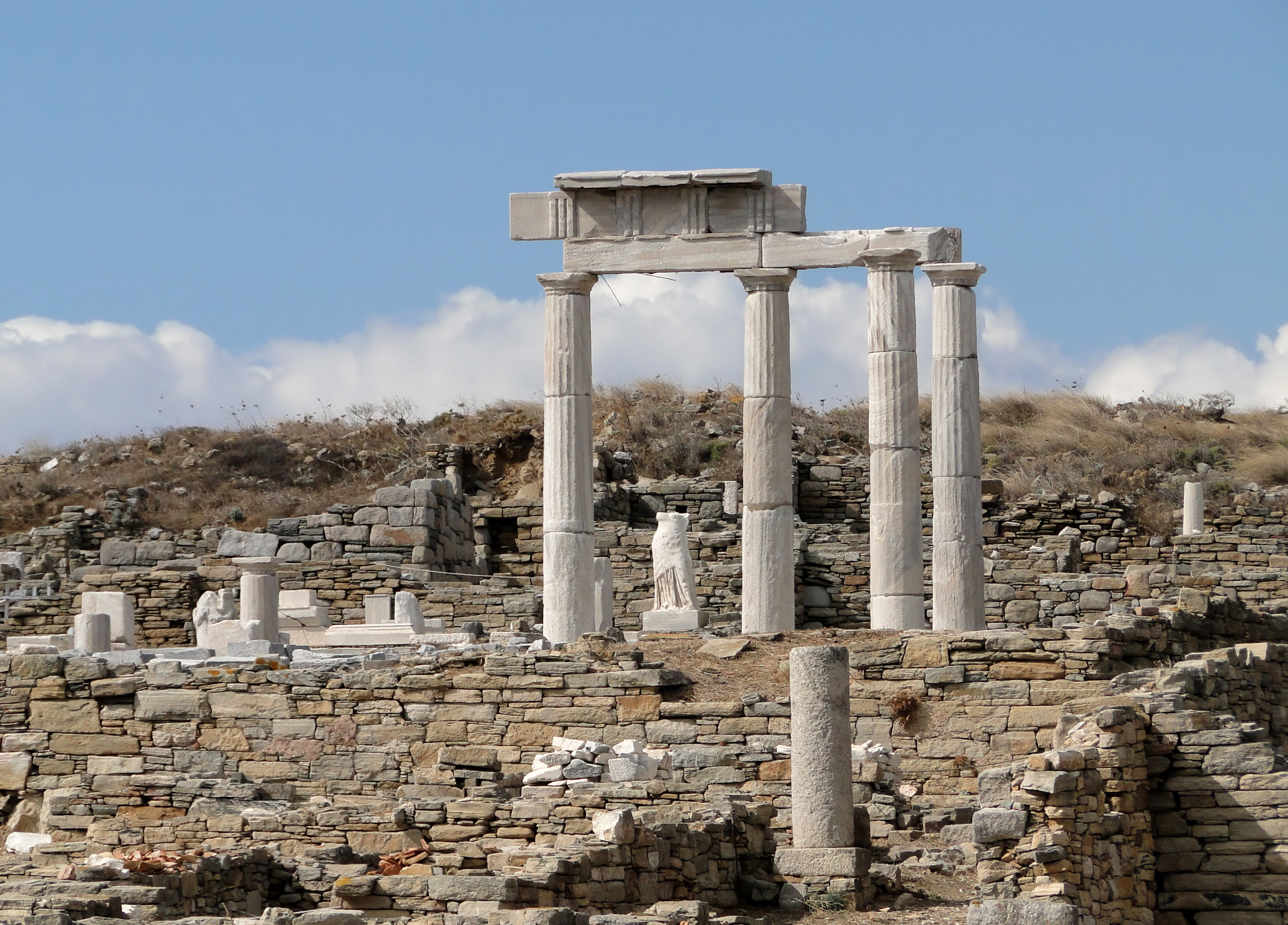
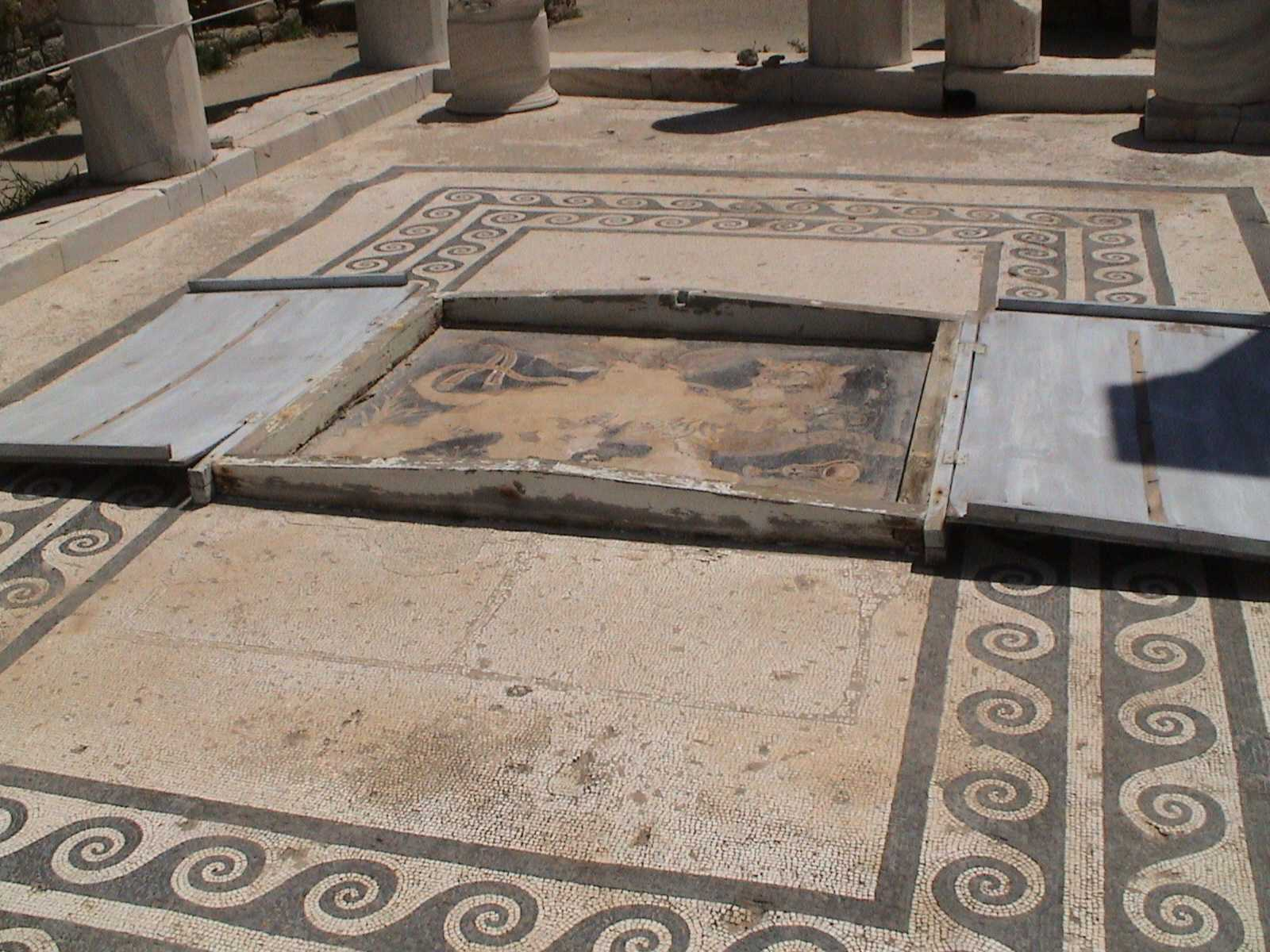
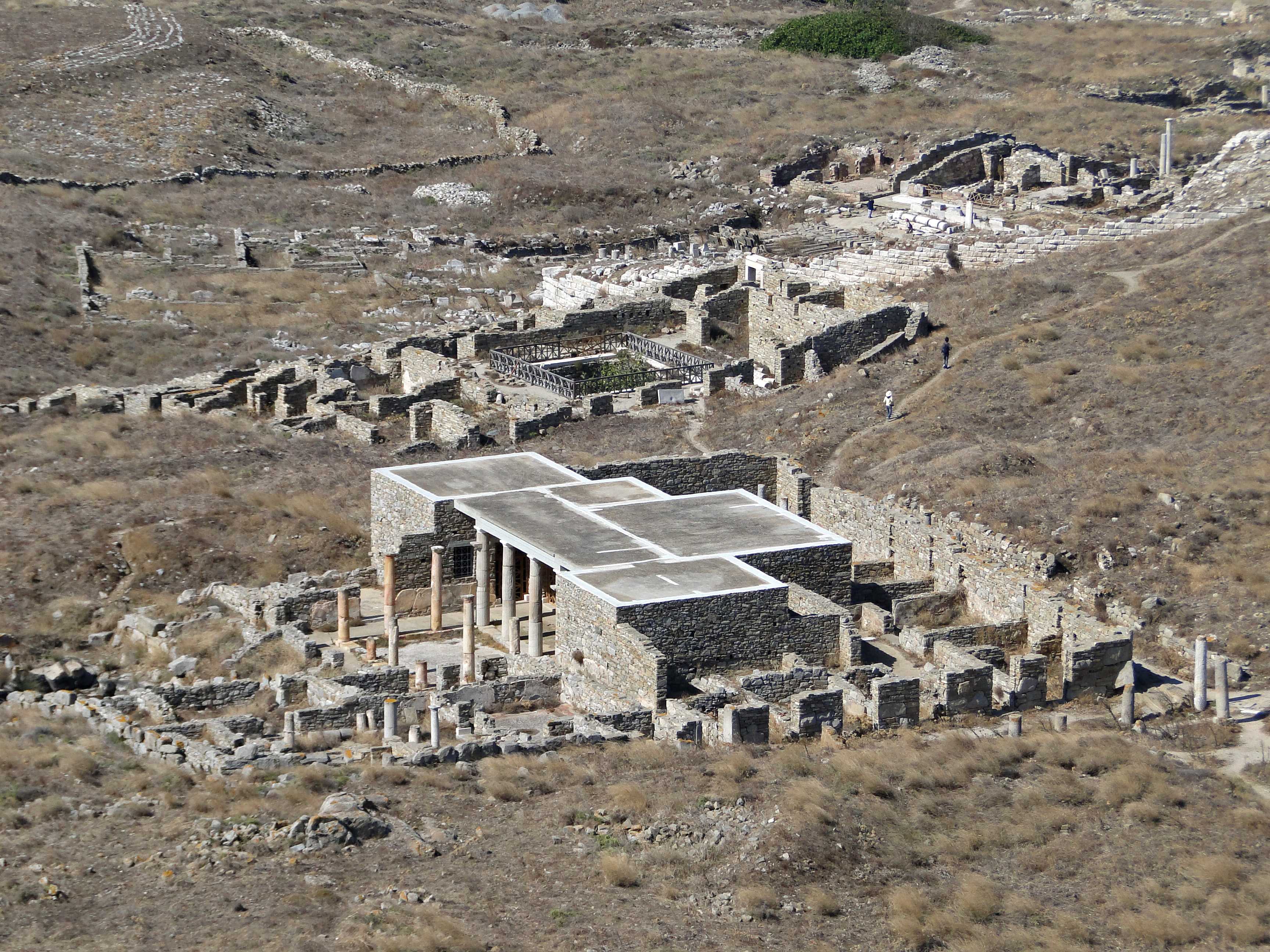
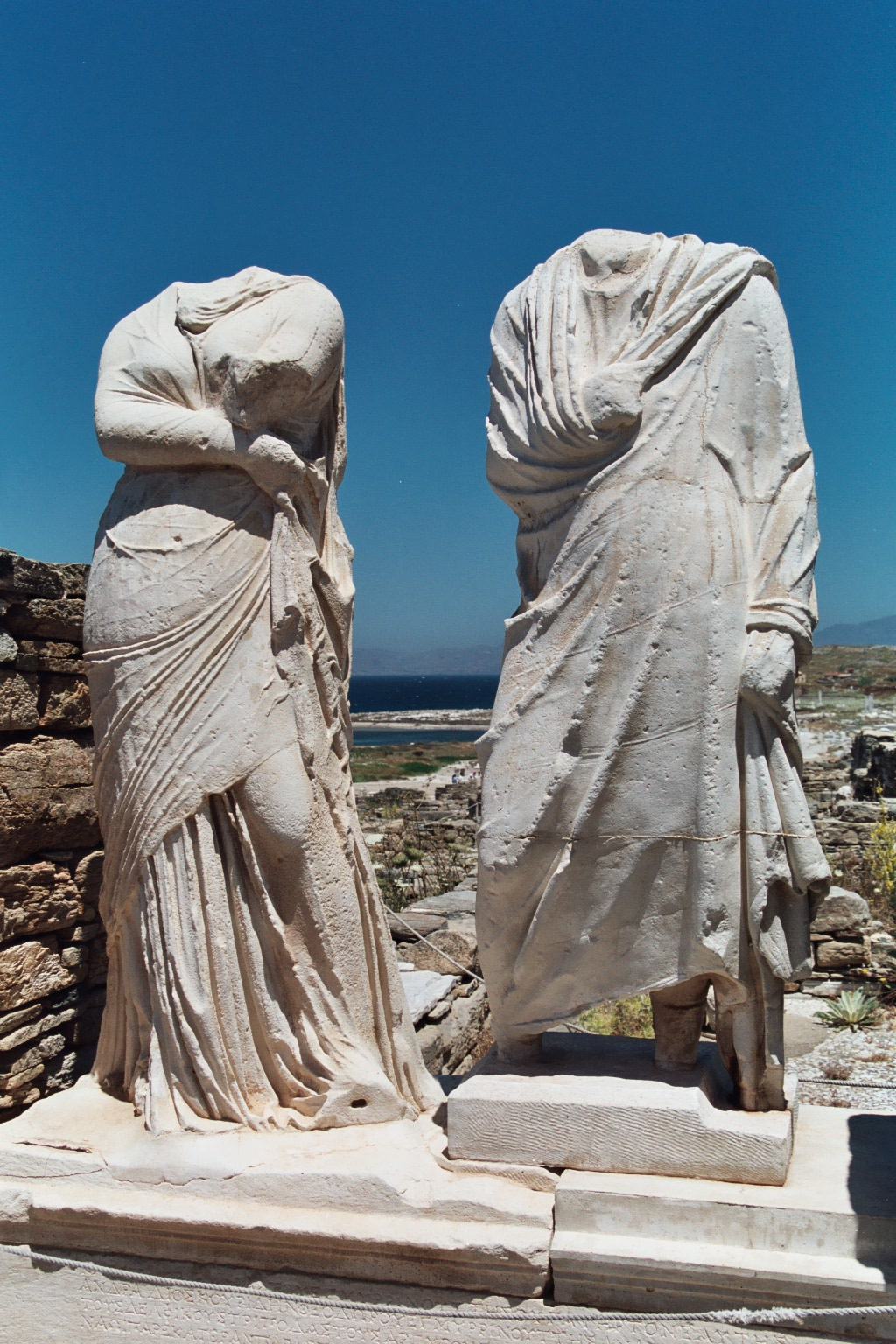
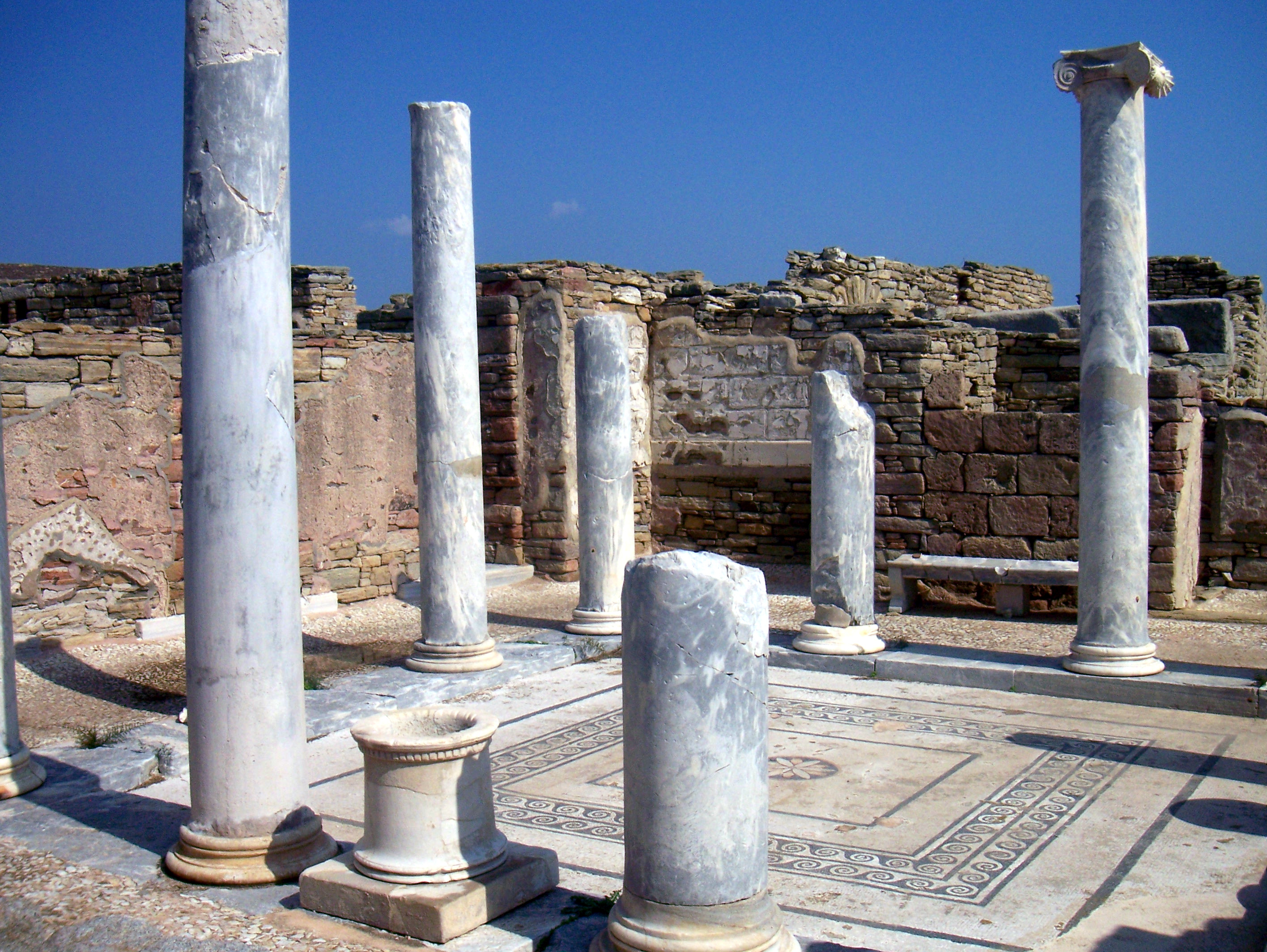
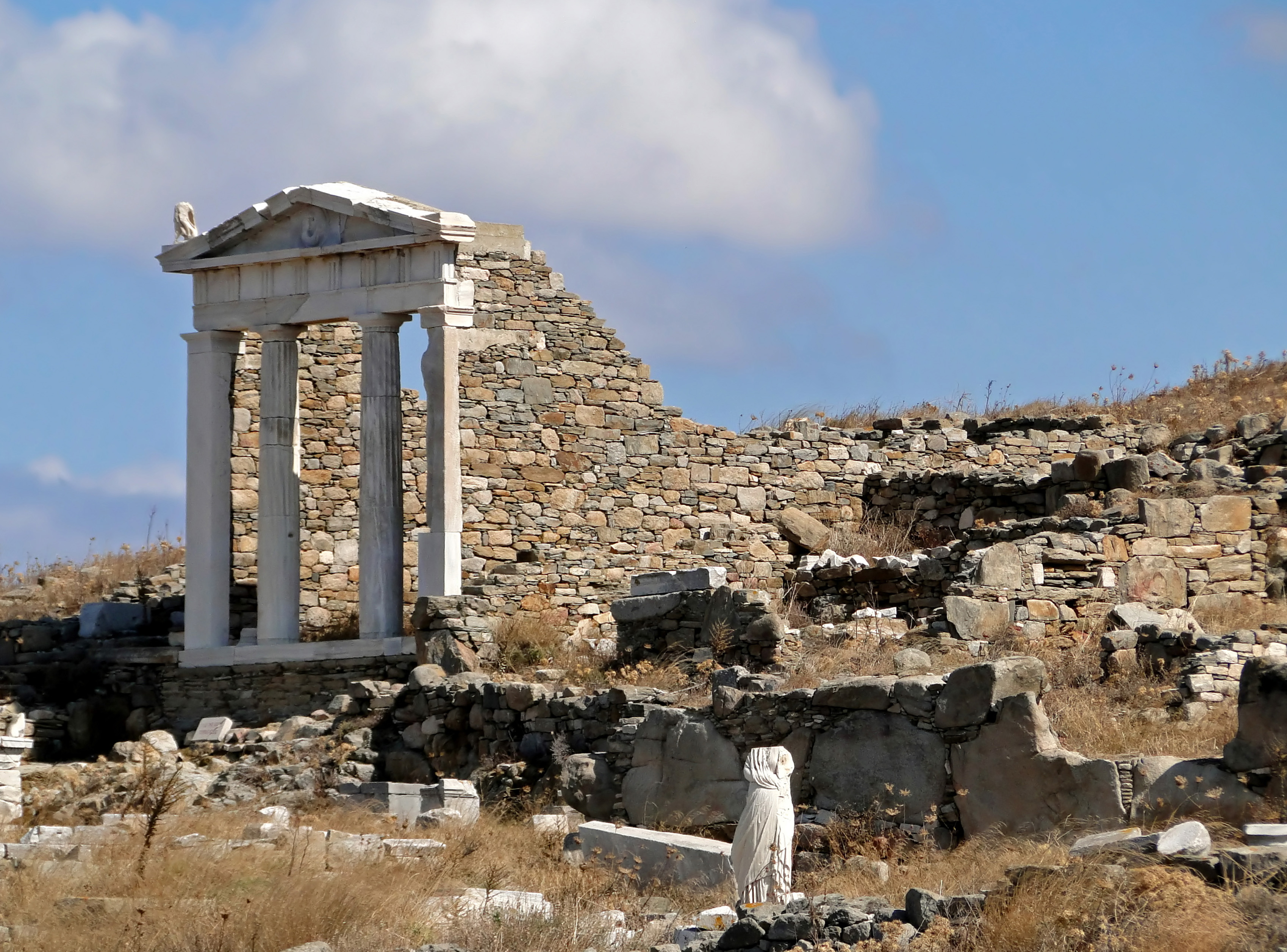
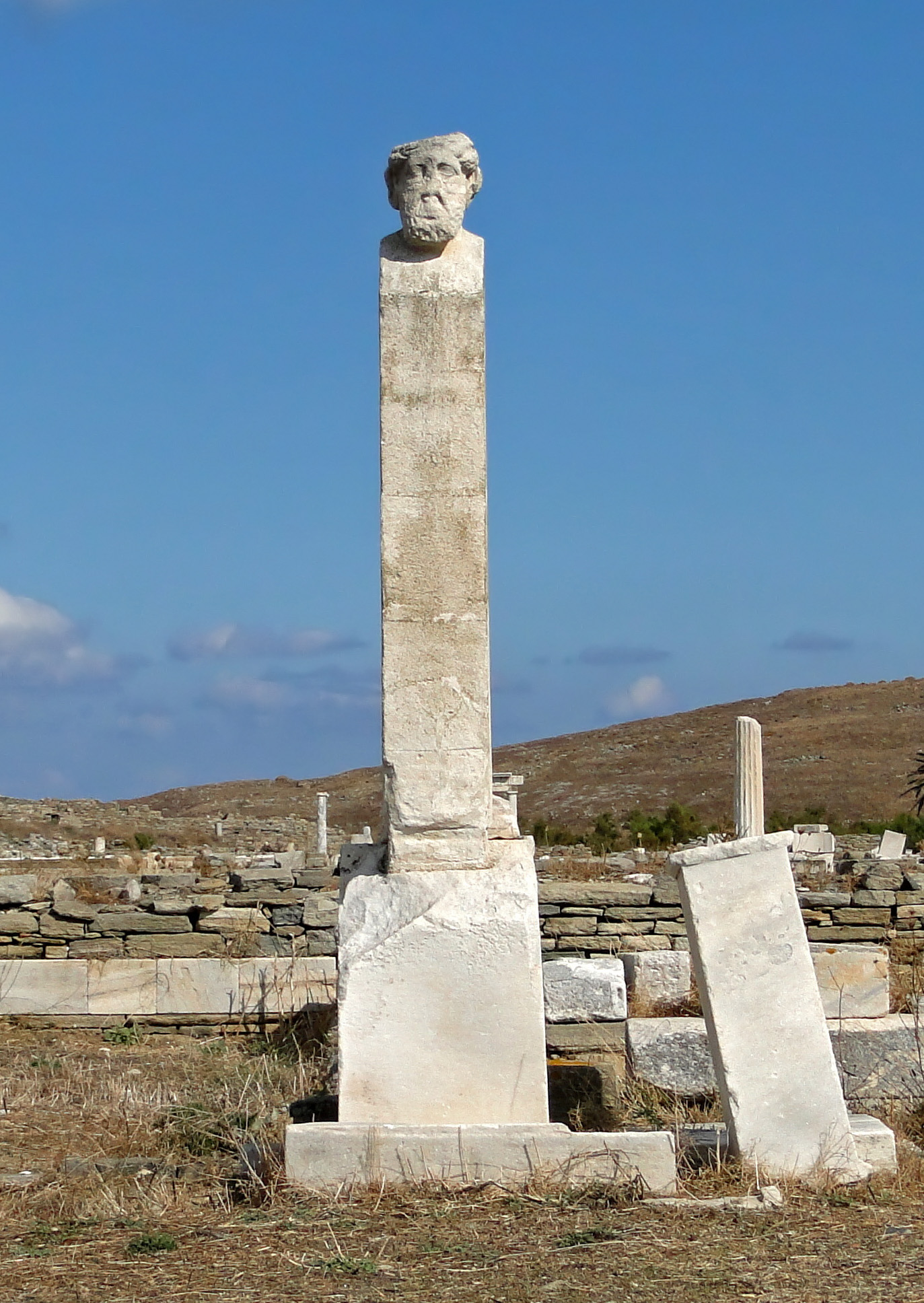
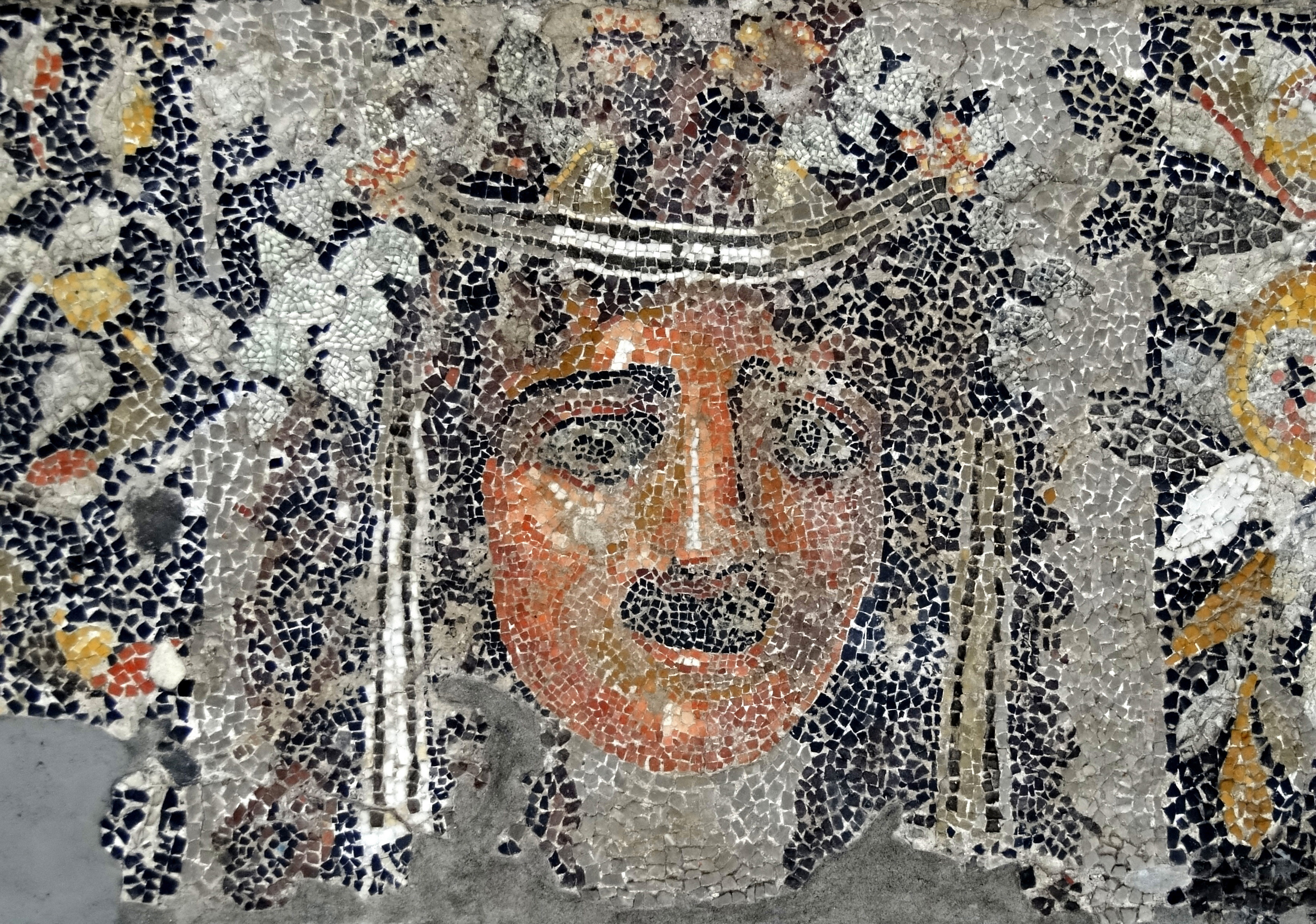
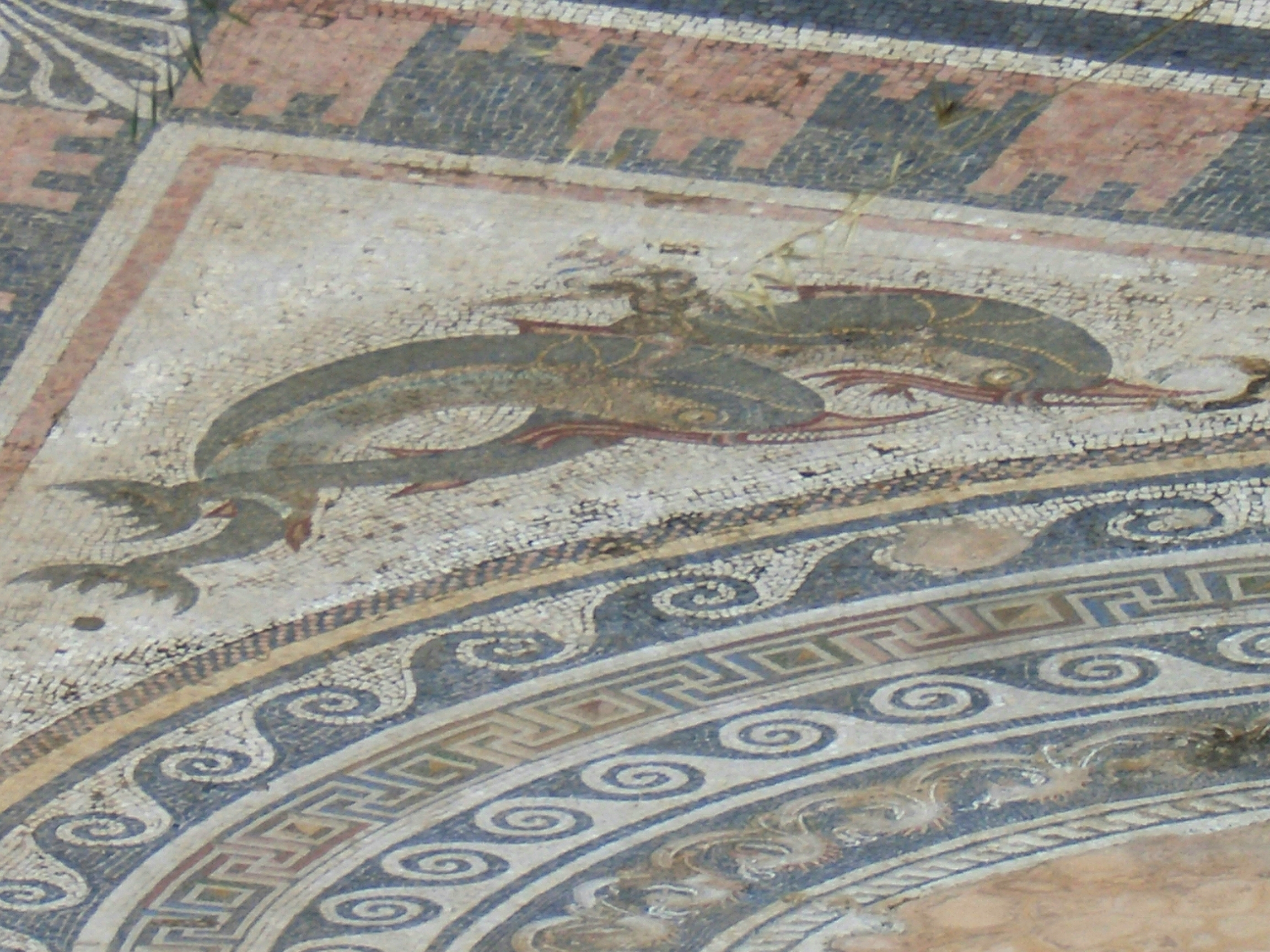